# 隆濬
隆濬（1800年—？），一作龍濬，字守愚，号淪齋，伊尔根觉罗氏。满洲正红旗人，道光元年辛巳科举人，十二年壬辰科进士。

## 家族
- 高祖彰格，步军协尉；
- 曾祖兆格，骁骑校；
- 祖長久，郎中；
- 父德淳，正红旗官学教习；
- 堂兄隆文，嘉庆戊辰进士，刑部尚书，谥端毅；
- 胞兄龍雲，道光丙戌进士；
- 胞弟龍匯，咸安宫官学生；
- 妻张氏，正红旗满洲包衣，参领玉斌之女；
- 夫子悟勤喜淳，嘉庆己巳进士；
- 夫子特克興額，道光癸未进士。[1]